# Victor Morax

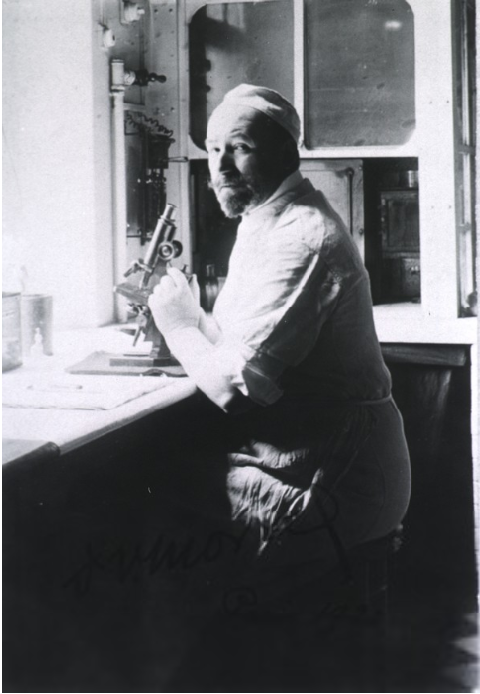
Victor Morax (1920)

Victor Morax (ur. 16 marca 1866 w Morges, zm. 14 maja 1935 w Paryżu) – szwajcarski lekarz, okulista. Był redaktorem czasopisma „Annales d’oculistique”. 
Od jego nazwiska pochodzi nazwa bakterii Moraxella.

## Wybrane prace
- Recherches bactériologiques sur l’étiologie des conjunctivites aiguës. Paryż, 1894
- Maladies de la conjonctive et de la corné. Sémiologie oculaire. W: Pierre-Félix Lagrange, Emile Valude: Encyclopédie française d’ophthalmologie. Paryż, 1903–1910
- Précis d’ophthalmologie. Paryż, 1907
- Pathologie oculaire. Paryż, 1921
- Glaucome et glaucomateux. Paryż, 1921
- Ophthalmie du nouveau-né. Paryż, 1924
- Cancer de l’appareil visuel. Paryż, 1926
- Morax, P. Petit. Le trachome. Paryż, 1929